# Selva Malvezzi
Selva Malvezzi (La Selva Malvazza in dialetto bolognese, La Sèllva in dialetto locale) è una frazione di Molinella situata circa 7 km sud del capoluogo, a sinistra del torrente Quaderna.

## Storia
Zona un tempo boscosa e selvaggia (da questo il nome Selva), già contenuta nei possedimenti di Matilde di Canossa nell'Alto Medioevo, venne donata (secondo la leggenda) dalla Contessa ai cittadini di Budrio perché la risanassero e la rendessero fertile.
Il territorio venne poi annesso alle proprietà della parrocchia di Budrio.
Il periodo di maggior splendore e autonomia si deve però con l'istituzione del feudo Malvezzi alla fine del Quattrocento: la zona venne data in amministrazione dal papa Callisto III alla famiglia senatoriale bolognese dei Malvezzi. I conti avevano inoltre diritto di sangue sui sudditi come era d'uso nei feudi medioevali. 
I conti fecero costruire la borgata odierna, nella quale spiccano il Palazzo del Governatore (residenza del Governatore della contea), il Palazzo Comitale (residenza dei Conti, fatto costruire da Carlo Malvezzi nel 1455 circa) e il Palazzaccio (castello in difesa del feudo in direzione di Budrio e Bologna, oggi parzialmente in rovina, fine del Quattrocento).
Il dominio feudale si protrasse fino al 1796 quando, con l'arrivo dei francesi, il territorio fu incorporato nel Dipartimento del Reno.

## Monumenti e luoghi d'interesse

### IlPalazzaccio

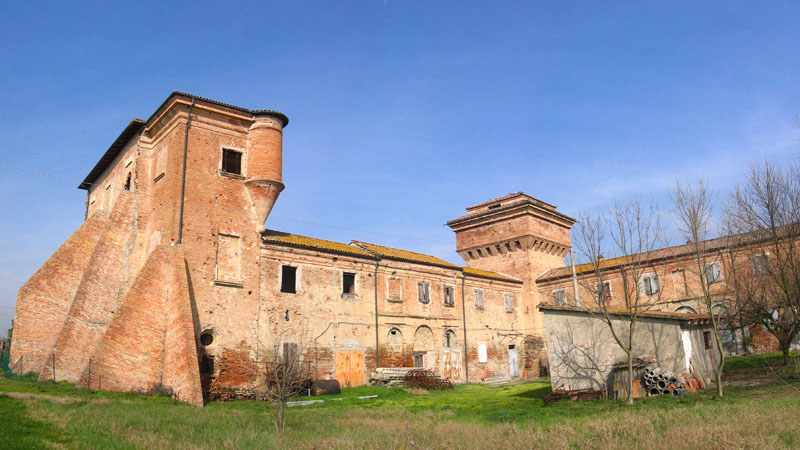
Il "Palazzaccio"

Il Palazzaccio è una delle poche fortezze rinascimentali superstiti nella pianura bolognese. Il complesso è fortificato con una grande torre affiancata da un imponente corpo basso. Alcuni baluardi si slanciano dagli angoli. Fu fatto costruire da Matteo IV del ramo collaterale dei Malvezzi Campeggi poco dopo il 1491 per difendere la contea sulla strada che conduce a Bologna e Budrio. La fortezza rimase tuttavia incompiuta ma venne restaurata a metà del Seicento. Già prima dello scioglimento del feudo, cadde in abbandono e venne utilizzata dai contadini come magazzino e in parte come abitazione. Oggi è infatti possibile notare i fabbricati costruiti successivamente dagli agricoltori, anche addossati alla fortezza. 
Seguirono diversi crolli, l'ultimo nel 1985. Oggi il castello si trova in pessime condizioni e, se non si interverrà presto in un consolidamento della struttura, potrebbe rimanerne solo il ricordo.

### Il palazzo del Governatore
Nella seconda metà del '600 il conte Camillo Malvezzi fece erigere nel centro del borgo un complesso noto come il Palazzo del Governatore, il quale comprendeva un ospedale, botteghe, magazzini, e case d'abitazione. Il Palazzo costituisce il principale edificio di Selva e vi conferisce la caratteristica fisionomia architettonica tuttora conservata.

## Selva in Jazz
Selva in Jazz, rassegna che si svolge nei mercoledì di luglio ha visto fra i partecipanti Phil Woods, Johnny Griffin, Giorgio Gaslini, Lou Bennet, Steve Grossman, Bobby Durham, George Cables, Pietro Odorici, James Thompson, Massimo Faraò, Maurizio Geri, Antonio Marangolo, Mimmo Turone, Franz Campi, Guglielmo Pagnozzi, Joe Magnarelli, Andrea Ferrario, Carlo Atti, Enrico Terragnoli, Daryl Hall, Andrea Pozza, Ares Tavolazzi, Ellade Bandini, Mauro Ottolini, Francesco Bearzatti.